# Calculus (anatomie)

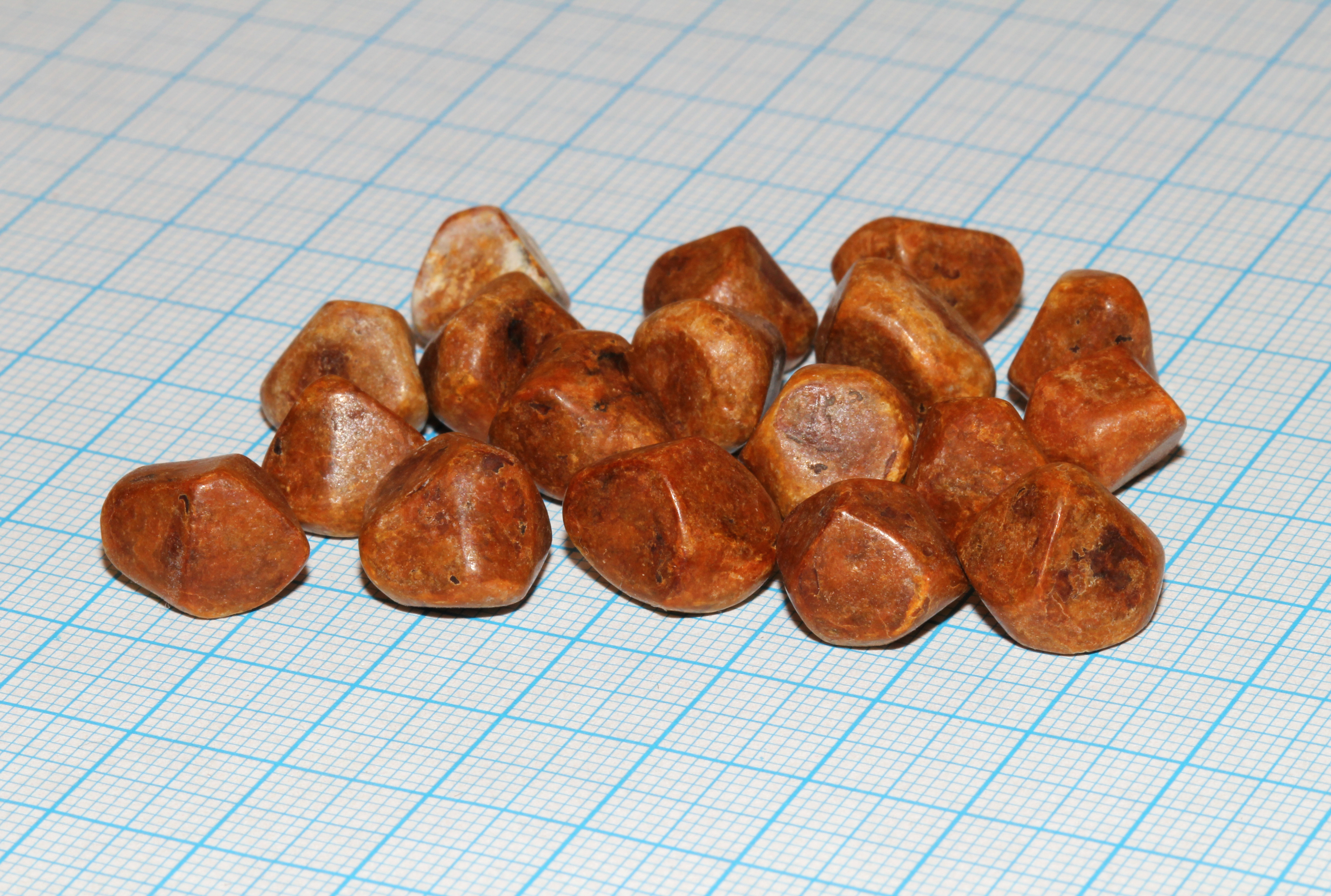
Galstenen

Een calculus is een steen (een verharding van materiaal, meestal bestaand uit minerale zouten) die zich vormt in het lichaam. Zulke stenen kunnen ernstige ziekten veroorzaken.

## Standaard steenziekten
Enkele belangrijke ziekten veroorzaakt door calculi zijn:
- Nierstenen:
  - kunnen opgezwollen nieren en nierfalen veroorzaken
  - kunnen zich voortzetten tot een nierontsteking
  - kunnen zich voortzetten tot blaasstenen
- Blaasstenen
- Galstenen
  - kunnen galblaasinfecties veroorzaken
  - kunnen zich ontwikkelen tot een ontsteking van de alvleesklier – dit wordt pancreatitis genoemd
- Tandsteen
  - bacteriën in tandsteen kunnen parodontitis veroorzaken
- Rhinolith (nasale calculus: korsten in de neus)

## Etiologie
Oorzaken van calculi kunnen zijn:
- Een abnormaal hoge concentratie van een mineraal zoals calcium.
- Lokale omstandigheden in een orgaan die de formatie van stenen bevorderen. Dit kunnen o.a. bacteriën zijn, of een tragere stroomsnelheid van lichaamsvloeistoffen.

## Pathofysiologie en symptomen
Calculi kunnen op verschillende manieren ziekten veroorzaken:
- Irritatie van nabijgelegen weefsel. Veroorzaken van pijn, zwelling en ontsteking.
- Afsluiting van een opening. Onderbreken van normale stroming van vloeistoffen.
- Infecties.

## Behandeling
Behandeling verschilt per type calculus. In zijn algemeenheid geldt:
- Modificatie of wegnemen van ontstaansfactoren kan het vormen van de stenen vertragen of terugdraaien.
  - hiervoor kunnen medicijnen worden gebruikt
  - soms is een operatie nodig
- Infecties door stenen kunnen worden behandeld met antibiotica en/of operatie.
- Pijn wordt behandeld met medicijnen.
- Tandsteen kan worden verwijderd door een mondhygiënist.